# Leptotyphlops albiventer
Leptotyphlops albiventer este o specie de șerpi din genul Leptotyphlops, familia Leptotyphlopidae, descrisă de Jakob Hallermann și Rödel 1995. Conform Catalogue of Life specia Leptotyphlops albiventer nu are subspecii cunoscute.